# Oskarshamns kärnkraftverk
Oskarshamns kärnkraftverk är ett kärnkraftverk i Simpevarp i  Misterhults socken i Oskarshamns kommun, Småland, cirka 25 km landvägen från kommunens centralort Oskarshamn. Kärnkraftverket har tre reaktorer varav en är i drift och två har stängts av permanent. Kraftverket ägs av OKG Aktiebolag, som i sin tur ägs till 54,5 % av Uniper Sverige och 45,5 % av Fortum Sweden AB.
Oskarshamn 1 (O1) togs i kommersiell drift 1972 och stängdes av permanent i juni 2017.
Oskarshamn 2 (O2) togs i kommersiell drift 1975. En omfattande modernisering och effekthöjning inleddes 2013, men fullföljdes ej, och beslut om avstängning fattades i oktober 2015.
Oskarshamn 3 (O3) togs i kommersiell drift 1985, och hade inledningsvis en effekt på omkring 1050 MWe. Genom ombyggnader har effekten ökats till omkring 1150 MWe (1990) och därefter till omkring 1400 MWe (2010) och är sedan dess Sveriges största reaktor. Betydande moderniseringar med bland annat installation av system för oberoende härdkylning genomfördes 2018 för att kunna drivas vidare efter 2020.
Vid Oskarshamnsverket ligger även CLAB, Centralt mellanlager för använt kärnbränsle.

## Historia

### Forntid
Vid platsen för kärnkraftverket har ett förhistoriskt gravfält en gång legat, troligen från bronsålder. Gravfältet bestod av ett antal stensättningar och minst ett röse. Undersökningar gjordes vilka alla gav mycket få eller inga fynd, varefter fältet helt togs bort under arbetet med kärnkraftverksbygget. Även en stensamling, som tolkades som ett sjömärke, togs bort.

### Lokalisering och bygge

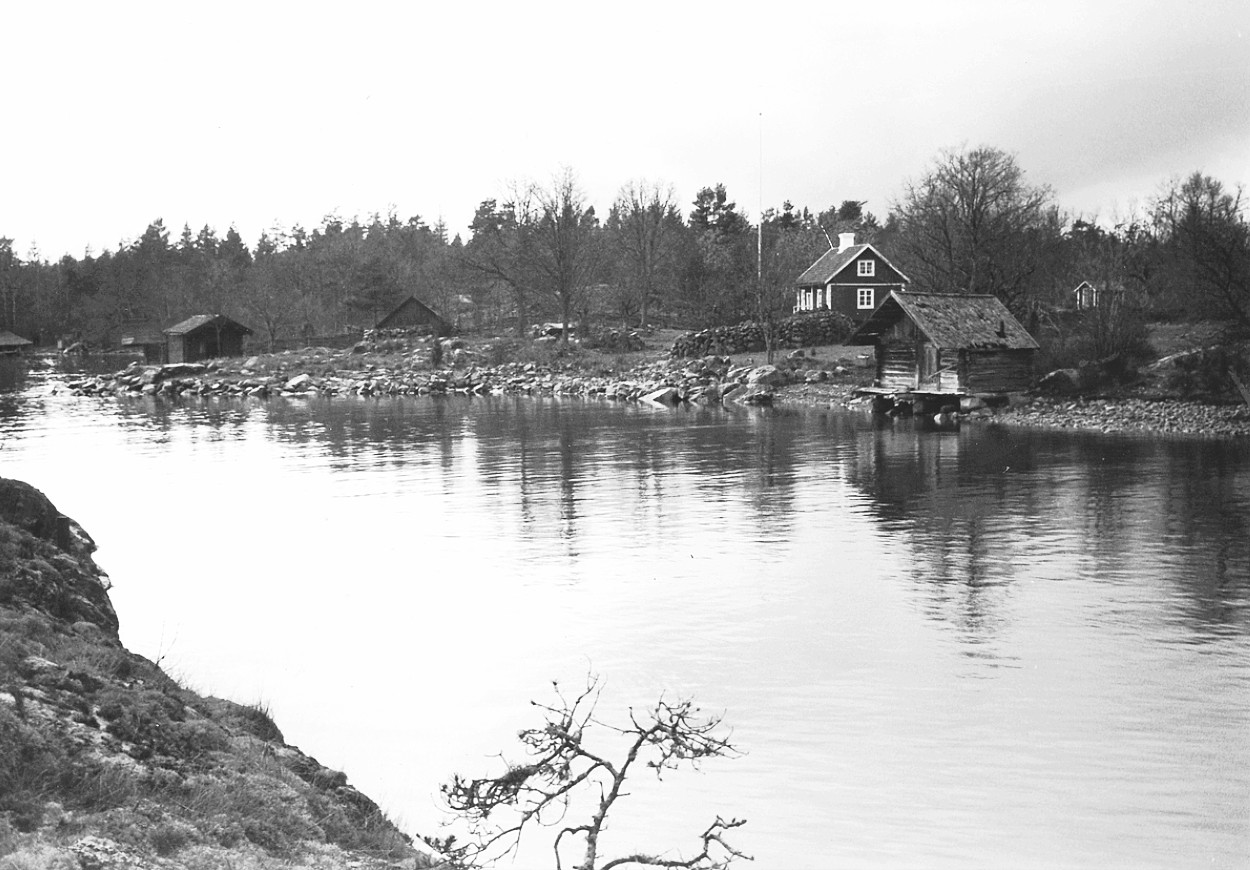
Simpevarp by 1960.

Under 1950-talet började Simpevarphalvön undersökas som en tänkbar plats för kärnkraftverk. Halvön var då fortfarande dominerad av jordbruk och fiske. 1955 bildades AtomKraftsKonsortiet (AKK) med Krångede och Sydkraft som största ägare och fyra år senare, 1959, lämnades ansökan in om att bygga ett kärnkraftverk på platsen. 1962 köptes halvön loss från invånarna och dessa började då flytta ut. Den 14 juli 1965 bildades slutligen Oskarshamns Kraftgrupp (OKG) och en beställning av en reaktor på 400 MWe lades till ASEA-Atom. Året därefter godkände regeringen planerna och bygget påbörjades. Fem år senare, den 19 augusti 1971, fasades Oskarshamn 1 in för första gången på nätet. Året därefter invigdes Oskarshamns kärnkraftverk den 18 maj 1972 av dåvarande kungen Gustaf VI Adolf.

### Beslut om nedläggning av O1 och O2
I slutet av september 2014 blev det offentligt att reaktorerna bara de 2 senaste åren gått med sammanlagt 2,5 miljarder i förlust. Minst en av reaktorerna hotades därför av stängning på grund av höga driftkostnader och sjunkande elpriser. En orsak är att vindkraften har drivit fram rekordlåga elpriser, vilket gör det allt svårare att få lönsamhet i kärnkraften. I oktober 2015 beräknades förlusterna till 30 miljarder kronor för de största ägarna av de svenska kärnkraftverken, på de reaktorer som nu har beslutats att stängas av.
En annan anledning till kärnkraftens olönsamhet var att under en längre period fanns en skatt på den installerade termiska effekten, den så kallade effektskatten. Regeringen höjde denna skatt i augusti 2015, i det redan pressade marknadsläget, och två månader senare togs beslut om nedläggningen . Riksrevisionen publicerade 2023 rapporten "Statens åtgärder för utveckling av elsystemet" där de granskar statliga aktörers beslut och agerande kring elsystemet från åren 2000–2022 . I rapporten framkommer följande:
Beslutet om att höja effektskatten 2015 föregicks inte av några konsekvensanalyser som beaktade elsystemet i sin helhet, trots att regeringen under processens gång hade tydliga indikationer på att beslutet kunde få betydande konsekvenser... Kärnkraftens lönsamhet pressades under perioden 2008–2015 av sjunkande elpriser, och under åren 2014–2015 var priserna mycket låga. Effektskatten fick därför en allt större relativ betydelse. År 2015 låg elpriset i elområde SE3 i genomsnitt på 22 öre per kWh, vilket innebar att effektskatten, som efter höjningen motsvarade cirka 7,7 öre per kWh, lämnade drygt 14 öre per kWh för övriga kostnader. Detta är betydligt lägre än de driftskostnadsbedömningar som gjorts för kärnkraften.
Elcertifikatsystemet bidrog dessutom genom en subvention till förnybara kraftslag som motsvarade det ekonomiska tillskott som behövdes för att ytterligare produktionsutbyggnad skulle bli lönsam.
Enligt riksrevisionen år 2023 medförde nedläggningen av fyra reaktorer, inklusive Oskarshamn och två vid Ringhals,  flera konsekvenser, bland annat utmaningar med att upprätthålla effektbalansen i södra Sverige, minskad överföringskapacitet från norra till södra Sverige samt försämrad driftssäkerhet i transmissionsnätet på grund av minskade stödtjänster.

## Reaktorerna

### Oskarshamn 1
Oskarshamn 1 var Sveriges första kommersiella kraftproducerande reaktor. O1:s föregångare var forskningsreaktorer utan elproduktion, samt Ågesta-reaktorn som i och för sig levererade el (10 MW jämfört med 450 MW för O1 ) och fjärrvärme men som finansierades med forsknings- och utvecklingsmedel.
O1 beställdes 14 juli 1965 från dåvarande ASEA-Atom och bygget påbörjades 1 juni 1966. Första kriticitet uppnåddes den 12 december 1970, första fasning skedde den 19 augusti 1971, för att året därpå den 18 maj 1972 invigas av dåvarande kungen Gustaf VI Adolf.
Vid starten var effekten 450 MW och kostnaden för bygget uppgick till 493 miljoner kronor. Turbinanläggningen levererades liksom många andra kärnkraftsturbiner av Stal-Laval (nuvarande Siemens Energy AB) och är världens största dubbelrotationsturbin.
Från början var Oskarshamn 1 en-subad, men efter branden i Browns Ferry kärnkraftverk genomfördes kabelseparation mellan år 1979 och 1981.
Mellan åren 1993 och 1995 genomfördes ett stort renoveringsarbete kallat Fenix där man bland annat reparerade och bytte ut vissa interna delar i reaktortanken. Arbetet föregicks av en dekontamineringsprocess där radioaktiva beläggningar togs bort med olika kemiska metoder. Processen lyckades över förväntan och möjliggjorde att utföra betydande bemannade insatser inne i reaktortanken med hanterbara stråldoser. Projektet ledde till ytterligare två moderniseringar, projekt Max 1998 och projekt Mod 2002. Vid det senare byttes bland annat turbinen vilket ökade effekten med 45 MW. Dessutom byggdes ett helt nytt kontrollrum, reaktorskyddssystemet byttes ut från gammal reläteknik till digital teknik, och en helt ny hjälpsystembyggnad byggdes med egen kraftförsörjning som skapade förbättrad redundans och separation för viktiga säkerhetsfunktioner.
Trots många moderniseringar och en positiv trend med kapacitetsfaktorer över 80 % de två sista driftsäsongerna har utvecklingen av elpriserna varit nedåtgående, samtidigt som till exempel alla svenska kärnkraftverk efter 2020 måste vara utrustade med en så kallad "Oberoende härdkylning", vilket skulle krävt ytterligare investeringar och ombyggnader för Oskarshamn 1. Sammantaget ledde detta till att ägaren EON i oktober 2015 meddelade att de hade beslutat att stänga av reaktorn under perioden 2017–2019, något som senare preciserades till den 30 juni 2017.
Avvecklingen kom att inledas något tidigare, då man efter en störning med ett snabbstopp den 17 juni 2017 fann för gott att inte återstarta under de knappt två veckorna av kvarvarande drifttid.

#### Produktion vid Oskarshamn 1, 1971–2017 (TWh/år)
Prod (TWh/år)År012341971197819851992199920062013Produktion (TWh)
Den totala produktionen för Oskarshamn 1 under sin drifttid blev 110,3 TWh, och den totala kapacitetsfaktorn blev 61,2 %. Den högsta årsproduktionen noterades för kalenderåret 2004 och blev 3,53 TWh.

#### Avveckling
Avveckling av Oskarshamn 1 pågår (2019) och följande delmoment har genomförts:
- Juni 2017 – Reaktorn avstängd.[14]
- December 2019 – Segmentering av interndelar i reaktortank genomförd. Arbetet innebär att konstruktionsdetaljer inne i reaktortanken som blivit radioaktiva genom att vara nära reaktorhärden delas upp i mindre delar och packas i strålskyddande kollin för att senare slutförvaras.[15]

### Oskarshamn 2
Redan 1967, det vill säga innan O1 var färdigbyggt, så påbörjades planering av ytterligare en reaktor i Oskarshamn, Oskarshamn 2 (O2). 1969 lades ordern och även denna gång gick ordern till ASEA-Atom. Första infasningen på nätet skedde fem år senare i oktober 1974 och anläggningen togs officiellt i drift i december samma år. O2 är av samma konstruktion som de två reaktorerna i Barsebäck och kallas ofta i branschen för "trillingarna". Den ursprungliga effekten var 580 MW och höjdes 1982 till 630 MWe. Reaktorn är 70 meter hög varav 49 meter ovan jord och totala skorstenshöjden är 110 meter. Produktionsrekord slogs 2010 då 5,03 TWh el producerades.
I projekt Plex uppgraderades O2 med moderniserande och säkerhetshöjande åtgärder i anläggningen, och det planerades även en förhöjd nettoeffekt till nära 850 MW. Reaktorn togs ur drift 2013 för att färdigställa projektet, men O2 återstartades aldrig efter beslut om avveckling. Eon motiverade nerläggningen med låga elpriser i kombination med effektskatten på kärnkraft samt kommande krav på ytterligare säkerhetshöjande investeringar. Kostnaden för Plex uppges vara 8 miljarder kronor.

#### Produktion vid Oskarshamn 2, 1974–2016 (TWh/år)
Prod (TWh/år)År012345619741980198619921998200420102016Produktion (TWh)
Den totala produktionen för Oskarshamn 2 under sin drifttid blev 154 TWh, och den totala kapacitetsfaktorn vid slutet av 2013 var 75,3 %, och vid den slutgiltiga stängningen 2016 69,6 %. Den högsta produktionen noterades för kalenderåret 2010 och blev 5,03 TWh.

#### Avveckling
Avveckling av Oskarshamn 2 pågår (2019) och följande delmoment har genomförts:
- Augusti 2017 – Reaktorn tömd på kärnbränsle[20]
- Januari 2019 – Segmentering av interndelar i reaktortank genomförd. Arbetet innebär att konstruktionsdetaljer inne i reaktortanken som blivit radioaktiva genom att vara nära reaktorhärden delas upp i mindre delar och packas i strålskyddande kollin för att senare slutförvaras.[21]

### Oskarshamn 3
Oskarshamn 3 (O3) är Oskarshamns kärnkraftverks största reaktor – och var efter effekthöjningsprojektet Puls också världens största kokarreaktor, med en nettoeffekt på 1400 MWe. O3 blev dock 2012 "omkörd" av Grand Gulf i USA som sedan detta år har en nettoeffekt på 1401 MWe. 
Planer på att lägga en tredje reaktor i Oskarshamn fanns redan 1973 men sköts upp på grund av folkomröstningen 1980. Den nuvarande O3 skulle ursprungligen ha placerats i Forsmark (och därmed blivit Forsmark 4) bredvid systerreaktorn Forsmark 3. Beslut togs att förlägga den till Oskarshamn för att få en jämnare effektfördelning på elnätet. Bygget inleddes i maj 1980 och reaktorn fasades till elnätet den 3 mars 1985.
O3 är tillsammans med F3 de senast byggda reaktorerna i Sverige. Reaktorn är av typen kokvattenreaktor (BWR75) och levererades av ASEA-Atom. Turbinen kommer ifrån Stal-Laval. Ursprunglig nettoeffekt var 1050 MWe vilket nåddes annandag pingst 27 maj 1985. Redan fyra år senare höjdes nettoeffekten till 1155 MW.
År 2008 godkände regeringen ytterligare en effekthöjning, Projekt Puls, och den 12 december 2009, efter mer än 9 månaders uppgradering, fasades O3 åter mot nätet.  Reaktorn har numera en termisk effekt på 3 900 MW, en elektrisk bruttoeffekt på 1450 MWe och en elektrisk nettoeffekt på 1400 MWe, och nådde dessa effekter i mars 2011. Inom PULS-projektet genomfördes många åtgärder -  bland annat förbättrades kylsystemet, nya turbiner och en ny generator installerades, liksom nya 400 kV transformatorer och nya interndelar i reaktorn. Totalt arbetade 3000 personer inom PULS-projektet där cirka en miljon komponenter byttes.
År 2018–2020 färdigställdes det nya säkerhetssystemet oberoende härdkylning som ska kunna kyla reaktorn vid extrema störningar i elförsörjning och kylvatten. Anläggningen var ursprungligen byggd och analyserad för att drivas i 40 år fram till 2025, men har under början av 2020-talet utfört flera underhålls- och moderniseringsinsatser, till exempel upprustning av kylvattenvägar, för att kunna drivas fram till 2045.

#### Produktion vid Oskarshamn 3, 1985–2023 (TWh/år)

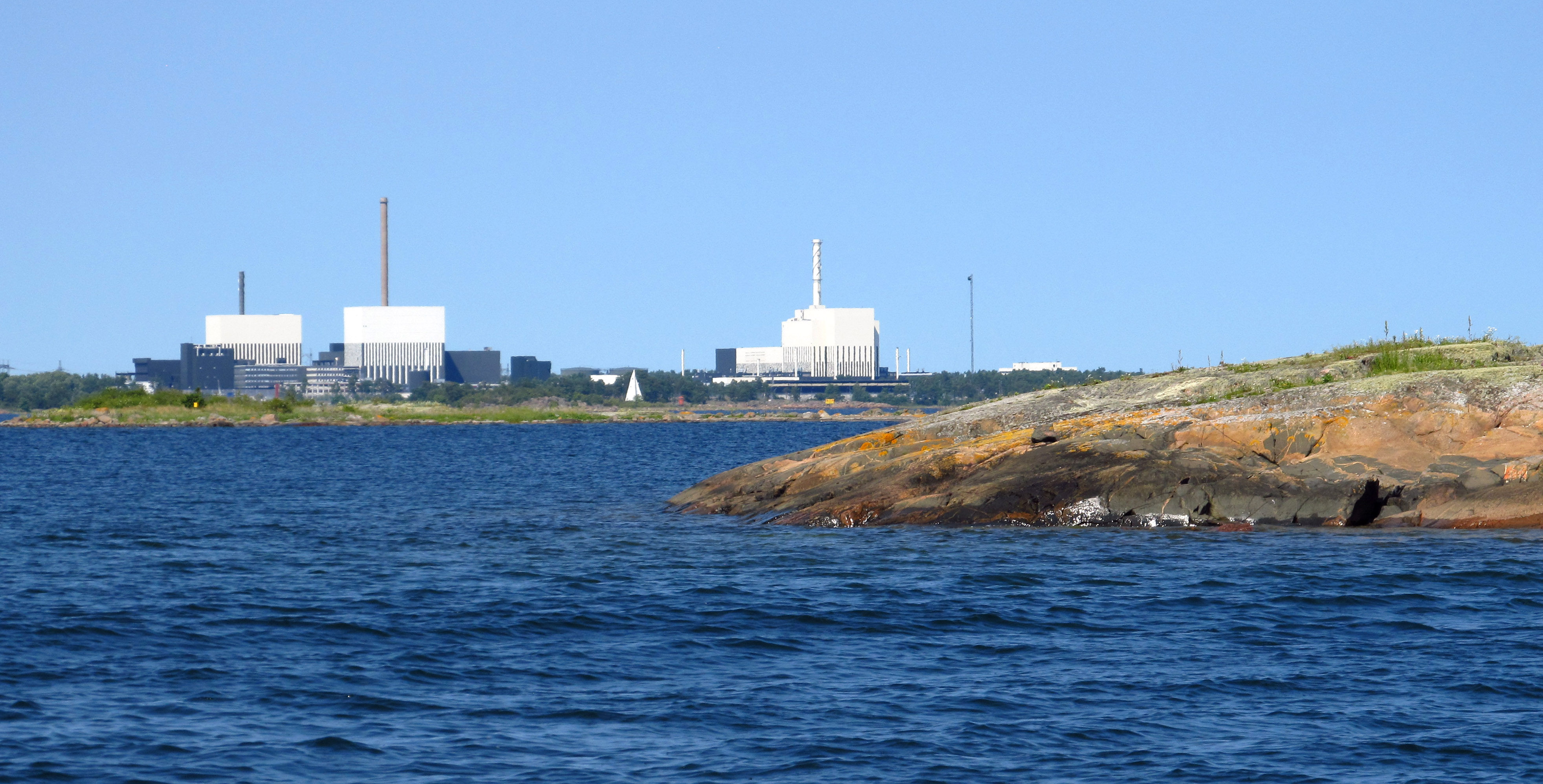
Reaktorerna O1, O2 och O3.

Prod (TWh/år)År0246810121985199119972003200920152021Produktion (TWh)
Den totala produktionen för Oskarshamn 3 till och med 2022 var 316,4 TWh, och den totala kapacitetsfaktorn vid slutet av 2022 var 78,5 %. O3:s bästa produktionsår hittills är 2021 då 10,99 TWh producerades.

## Störningar och säkerhetsproblem

### 1992 – Silhändelsen
Den 28 juli 1992 inträffade den så kallade "Silhändelsen" på Barsebäck 2, då oväntat stora mängder isoleringsmaterial lösgjordes och spreds vid en obefogad öppning av en säkerhetsventil. Händelsen i sig utgjorde inget hot mot reaktorsäkerheten, men det blev uppenbart att en verklig händelse med ett rörbrott skulle kunna ge igensättning av silar och äventyra reaktorns kylning. Alla de 5 äldsta reaktorerna Oskarshamn 1 och 2, Barsebäck 1 och 2 samt Ringhals 1 tvingades stå still hela hösten och göra omfattande åtgärder i form av bland annat omkonstruktion av silar samt byte av isoleringsmaterial.

### 2006 – Forsmarkshändelsen
Den 2 augusti 2006 stängde Oskarshamns kärnkraftverk två av sina reaktorer, Oskarshamn 1 och 2, på grund av den så kallade Forsmarkshändelsen som inträffade den 25 juli 2006. "Forsmarkshändelsen" innebar att viktiga delar av stationens säkerhetssystem blev spänningslösa vid en viss typ av elstörning. Genom analyser och tester kunde det visas att O1 och O2 hade liknande svagheter, medan O3 inte bedömdes ha dessa problem. Efter genomförda analyser och omkonstruktioner kunde O2 återstartas den 29 september 2006, och O1 den 23 januari 2007.

### 2008 – Krav på förbättrat fysiskt skydd
Som en följd av 11 september-attackerna 2001 i USA skärptes terroristlagstiftningen i Sverige. Den 1 januari 2008 trädde nya föreskrifter om det fysiska skyddet runt svenska kärnkraftsanläggningar i kraft. Särskilda kontrollstationer skulle upprättas för att förhindra att otillåtna föremål fördes in eller ut ur anläggningen. Kontroller sker bland annat genom metalldetektorer och röntgenapparater, och liknar de kontroller som utförs på flygplatser.
Den 17 juni 2008 fick OKG kritik av dåvarande Statens kärnkraftinspektion SKI (idag Strålsäkerhetsmyndigheten) för att vissa kontrollstationer inte var bemannade dygnet runt. SKI överlämnade ärendet till åklagarmyndigheten i Kalmar län som dock lade ner förundersökningen utan att åtal väcktes.
För att kunna ta sig in på kärnkraftverket krävdes dock att det ordinarie inpasseringssystemet med kameraövervakade grindar, personliga passerkort med tillhörande kod forcerades. Media gav vid ett flertal tillfällen en felaktig bild av händelsen genom att framställa det som att obehöriga fritt kunde passera in och ut från anläggningen.[källa behövs]

### 2013 – låg tillgänglighet
Under 2013 förekom flera långa planerade stopp för underhåll. Framförallt så påbörjades då den omfattande moderniseringen och effekthöjningen av Oskarshamn 2 som planerades ta något år, men som senare aldrig kom att fullföljas. På grund av olika tekniska problem blev även de två andra reaktorerna stående, varför alla tre reaktorerna stod still samtidigt i slutet av oktober 2013, vilket uppmärksammades i massmedia. Kapacitetsfaktorerna för de 3 reaktorerna för 2013 blev 13,1 % (O1), 31,0 % (O2) samt 77,0 % (O3). Viktat med respektive reaktors effekt blev anläggningens kapacitetsfaktor för 2013 53,3 %, vilket kan jämföras med världsgenomsnittet som var 72,6 % detta år.

### 2014 – intrång av Greenpeace
År 2014 tog sig miljöaktivister från Greenpeace in på området genom att klättra över staket. De kunde även ta sig upp på taket till reaktor 2, vilket organisationen anser påvisa fortsatta brister i säkerheten för anläggningen.

## Tillgänglighet
| Kapacitetsfaktor (%)Reaktor020406080100B1F1OL1O1O3R1R3WWKapacitetsfaktor (%)Kapacitetsfaktorer för kärnreaktorer                                                                   |
| Kumulativ kapacitetsfaktor nordiska reaktorer slutlig eller till och med 2018 samt genomsnittlig kapacitetsfaktor 2018 för alla världens reaktorer (WW=World Wide). Från IAEA PRIS |
| B1/2 = Barsebäck, F1/2/3 = Forsmark, O1/2/3 = Oskarshamn, R1/2/3/4 = Ringhals, OL1/2 = Olkiluoto, WW = World Wide genomsnitt 2018                                                  |

Ett kraftverks tillgänglighet kan beskrivas med dess "Load Factor" eller kapacitetsfaktor som, för en given period, är kvoten mellan den mängd el som kraftverket har producerat dividerat med vad som skulle kunnat producerats om kraftverket hade körts med sin märkeffekt hela tiden. Kärnkraftverk kan svårligen komma över kapacitetsfaktorer på cirka 90 % då de måste stå still cirka 1 månad per år för bränslebyte och underhåll. Kapacitetsfaktorn kan anges för ett enskilt år, eller kumulativt från kraftverkets start. 2017 var den genomsnittliga kapacitetsfaktorn för alla världens reaktorer 73%.
För Oskarshamn 1 blev den kumulativa kapacitetsfaktorn under sin livstid 61,2 %. Detta kan lämpligen jämföras med till exempel Ringhals 1 som byggdes nästan samtidigt och har många konstruktiva likheter, som 2017 hade en kumulativ kapacitetsfaktor på 67,8 %. Tillgängligheten hos Oskarshamn 1 är den lägsta i Sverige, och den utsågs 2014 till ”Sveriges sämsta reaktor” i en granskning av Sveriges television.
Den kumulativa kapacitetsfaktorn för Oskarshamn 2 vid slutet av 2012 var 76,5 %. I början av 2013 stängdes Oskarshamn 2 av för en omfattande modernisering och effekthöjning som sedan inte kunde fullföljas på grund av ägarbeslut i oktober 2015, och slutgiltigt nedläggningsbeslut som fattades den 22 december 2016. Den slutgiltiga kumulativa kapacitetsfaktorn för Oskarshamn 2 vid stängningen 2016 blev 69,6 %, där faktorn påverkats negativt av att kraftverken de sista dryga 3 åren drevs utan någon produktion. Dessa faktorer kan lämpligen jämföras med de snarlika systerreaktorerna Barsebäck 1/2, som vid sina stängningar hade kumulativa kapacitetsfaktorer på 74,5 respektive 74,9 %.
Den kumulativa kapacitetsfaktorn för Oskarshamn 3 till och med 2017 är 77,7 %. Detta kan lämpligen jämföras med den snarlika systerreaktorn Forsmark 3, som vid samma tid hade en kumulativ kapacitetsfaktor på 83,9 %.

## Miljöledningssystem
OKG:s miljöledningssystem certifierades 2002 enligt ISO 14001. Certifikatet verifierar att kraftverket uppfyller kraven i standarden ISO 14001:2004, vilket återkommande granskas i förnyelserevisioner, den senaste 2017.

### Klimatpåverkan
Enligt en livscykelanalys från 1999 redovisas för OKG:s reaktorer bland annat utsläpp av "Greenhouse gases" (g,CO2-equiv) till 14 gram/kWh.
Detta kan jämföras med den sammanställning av utsläppsvärden för ett mycket stort antal anläggningar runt om i världen med olika produktionsmetoder, som redovisas i IPCC Special Report on Renewable Energy Sources and Climate Change Mitigation (SRREN) 2012. I tabellen nedan återges 25- respektive 75-percentil samt medianvärden, medan diagrammet visar medianvärden. Ur tabellen kan vi se att Oskarshamnsverket har liknande utsläppsnivåer som övrig kärnkraft world-wide, samt väsentligt lägre nivåer än fossileldad kraft. Utsläppen från kärnkraft domineras av utsläpp från gruvbrytning av uran.
|                          | 25-perc | median | 75-perc |
| ------------------------ | ------- | ------ | ------- |
| PV (solceller)           | 29      | 46     | 80      |
| Vindkraft                | 8       | 12     | 20      |
| Kärnkraft WW (WorldWide) | 8       | 16     | 45      |
| Naturgas                 | 422     | 469    | 548     |
| Kol                      | 877     | 1001   | 1130    |
| OKG                      |         | 14     |         |

### CO2,eq-utsläpp från Oskarshamnsverket jämfört med andra elproduktionssätt
Utsläpp CO₂-ekvivalenter (g/kWh)Produktionsmetod020040060080010001200SolcellOskarshamnUtsläpp CO₂-ekvivalenter (g/kWh)Utsläpp av växthusgaser per produktionsmetod

### Radioaktiva utsläpp
Ett kärnkraftverk släpper vid normal drift ut små mängder radioaktivitet till vatten och luft i omgivningen, vilket övervakas på olika sätt och redovisas återkommande för SSM (Strålsäkerhetsmyndigheten). Beräkningar görs av stråldoser till en "kritisk grupp", vilket är en tänkt grupp personer som ständigt vistas i kraftverkets omedelbara närhet och som huvudsakligen livnär sig på odling, djurhållning och fiske. Den kritiska gruppen tillåts få en dos på högst 0,1 mSv/år, vilket kan jämföras med att alla personer i Sverige får cirka 2–3 mSv/år i bakgrundsstrålning från berggrund, flygresor, medicinsk diagnostik och liknande källor som är svåra att undvika. För 2015 liksom för de föregående tio åren redovisade OKG en maximal dos till kritisk grupp på cirka 0,0002 mSv/år, det vill säga 500 gånger mindre än det tillåtna gränsvärdet, och 10 000 gånger mindre än normal bakgrundsstrålning.

### Högaktivt avfall
Det använda bränslet från ett kärnkraftverk är starkt radioaktivt under mycket lång tid och utvecklar inledningsvis stora mängder värme. Totalt erhålls ca 80 ton högaktivt avfall per år vid OKG. Allt avfall som producerats hittills i alla svenska kärnkraftverk förvaras i anläggningen CLAB – centralt mellanlager för använt bränsle, som ligger bredvid Oskarshamns kärnkraftverk. CLAB rymmer upp till 12 000 ton använt bränsle och mellanlagrar detta i upp till 40 år. Efter denna tid har aktivitet och värmeavgivning minskat med cirka 90 %, och det kan därefter slutförvaras i berg utan kylning. Slutförvaret avses byggas i närheten av Forsmarks kärnkraftverk men är ännu (2018) inte påbörjat.